# عشب الحبل الخليجي
عشب الحبل الخليجي (الاسم العلمي:Spartina spartinae) (بالإنجليزية: Gulf Cordgrass)‏ هو نوع من النباتات يتبع جنس عشب الحبل من الفصيلة النجيلية.